# Давньоновгородський діалект
Давньоно́вгородський діалект — східнослов'янський говір, що був поширений на теренах Новгородської Республіки до XV століття. Суттєво відрізнявся від мови, розповсюдженої в давньому Києві, та від інших слов'янських мов. Вважається, що давньоновгородський говір міг розвинутися в четверту східнослов'янську мову нарівні з українською, білоруською та російською.
Найпримітніша риса давньоновгородської фонетики – відсутність другої палаталізації (у коренях — кѣле «цілий» (д.-рус. цѣлъ), хѣде «сідий» ('сивий', д.-рус. сѣдъ), гвѣзда «звізда» (д.-рус. звѣзда), перед закінченнями — ногѣ «нозі» (д.-рус. нозѣ), рукѣ «руці» (д.-рус. руцѣ); в деяких коренях так само нема третьої палаталізації (прим. основа 'весь' мала вигляд вьх- (д.-рус. вьс-). Фонеми /ц/ і /ч/ збігалися (ноць 'ніч' (д.-рус. ночь) (так зване цокання). Сполуки *tl, *dl могли розвинутися у кл, гл: клещь 'лящ', привегле 'привів' (д.-рус. привелъ з праслов'янського *privedlъ). Деякі давньоновгородські діалекти мали рефлекси *ol, *or, що здійснювалися подібно до польського: злото «золото» (д.-рус. золото, пол. złoto).
Примітна риса в морфології – називний відмінок однини чоловічого роду на -е замість давньоруського (київського) -ъ (Иване 'Іван' (д.-рус. Иванъ), старе «старий» (д.-рус. старъ), кето «хто» (д.-рус. къто; перед цим -е не набуло першої палаталізації: замъке 'замок', а не *замъче). Родовий відмінок однини жіночого роду мав закінчення -ѣ замість давньоруського -ы (у женѣ замість у жены).
Давньоновгородський говір зник після того як Новгородщину завоювало Московське царство 1478 року. Деякі специфічні риси збереглися на новгородських землях і надалі (цокання, ять замість ы у родовому відмінку та ін.).
Новгородський говір перш за все відомий за берестяними грамотами, що зазвичай писались чистим говором, та тільки іноді з впливом київських норм. Деякі говірні риси, ніби помилки, проникали в пам'ятки писемності.

## Історія
Перший берестяний лист знайшла 26 липня 1951 року Ніна Федорівна Акулова. Принаймні 1025 було розкопано з тих пір, 923 тільки в Новгороді. Майже всі вони були написані стилусами з бронзи та заліза, а не чорнилом. Букви збереглися завдяки болотистому ґрунту, який ізолював їх від кисню. Багато літер знайдено похованим серед шарів під вулицями, які раніше були вимощені колодами.

## Приклади
Без поділу на опрічні слова (як у берестяних грамотах):
грамотаѿжирочькаиѿтѣшька

къвъдовиноумлвишильцевице

моупошибаешисвиньѣцюжѣапъ

несланъдрька∙аесипосоромилъко

ньцьвъхълюдинь∙сооногополоу

граматапрокънижетабыс∙ожее

ситакосътворилъ
З поділом на опрічні слова: Грамота ѿ Жирочька и ѿ Тѣшька къ Въдовиноу. Млви Шильцеви: «Цемоу пошибаеши свиньѣ цюжѣ? А пънесла Нъдрька. А еси посоромилъ коньць въхъ Людинь: со оного полоу грамата про къни же та быс, оже еси тако сътворилъ».
Переклад: Грамота од Жирочка і од Тішка Вдовину. Скажи Шильцеві: «Чому вчиняєш шкоду (менш вірогідний переклад — „ґвалтуєш“) чужим свиням? [Про це] сповістила Ноздрька. Ти осоромив весь Людин кінець: з Торгової сторони [прийшла] грамота, вона була про коней, з якими ти вчинив те саме».

## У культурі
Під впливом говору Новгородської республіки у 2006 році було розроблено штучну «новгородську мову» (Новеградескей лизике).